# Технические науки
Техни́ческие нау́ки, или инжене́рные нау́ки — науки в области естествознания, изучающие явления, важные для создания и развития техники. Деятельность учёных технических наук осуществляется в рамках научно-технической деятельности и носит преимущественно прикладной характер.
Практическая направленность научно-технических исследований противопоставляет их фундаментальной науке. Между прикладными исследованиями и фундаментальной наукой существует неразрывная связь: с одной стороны, результаты фундаментальных исследований являются теоретической основой для проведения прикладных исследований, а с другой стороны, результаты научно-технической деятельности предоставляют свидетельства, которые могут подтверждать или опровергать научные теории, сформулированные учеными-теоретиками. Классическим примером взаимодействия технических и фундаментальных наук является проблема «вечного двигателя», где идея создания технических устройств класса «вечный двигатель» была опровергнута многовековыми неудачными попытками её технической реализации, на основе чего были выведены постулаты фундаментальной науки, делающие бесперспективными дальнейшие научно-технические исследования в этой области и создание вечных двигателей.

## История
Технические науки эволюционировали из ремёсел. Огромный вклад в развитие технических наук внесли инженеры древности: Архимед, Герон, Папп, Витрувий, Леонардо да Винчи. Одной из первых технических наук стала механика.  
В XVIII веке появились горные институты: Фрайбергская горная академия (1765), Санкт-Петербургский горный университет (1773). Тогда же появляются кораблестроительные и навигационные школы: Школа математических и навигацких наук (1701), Стамбульский технический университет (1773).
С начала индустриальной революции появилась необходимость академического изучения техники и технологий. Началось углубленное научное изучение инженерного дела. Одним из первых образовательных учреждений в области технических наук стала Политехническая школа Гаспара Монжа, основанная в 1794 году. Старейшим техническим вузом Германии считается Технологический институт Карлсруэ (1825). В 1842 году появился старейший технический вуз Нидерландов Делфтский технический университет. В 1881 году высшее техническое образование появились и в Японии (Токийский технологический институт). С 1898 года отсчитывает свою историю курс сопромата.
В XIX веке появилась электротехника. В 1882 году начинает читаться курс по электротехнике в Дармштадтском техническом университете, а в 1894 году появляется специализированная Высшая школа электрики.
В XX веке — радиотехника (Московский радиотехнический институт, 1946). В 1948 году Норберт Винер пишет книгу по кибернетике. В 1953 году создается вильнюсское училище радиотехники. В СССР после ожесточенны  дискуссий в 1968 году появляется конструкторское бюро технической кибернетики. На базе этого бюро в 1981 году создается институт робототехники.

## Специфика технических наук
Буквально до XIX века человечество знало только два типа наук: естественные и гуманитарные. Технические науки занимают промежуточное положение, ибо техника является продуктом человеческого духа и не встречается в природе, но тем не менее она подчиняется тем же объективным закономерностям, что и естественные объекты. Техника становится для человека своего рода искусственной природой, в которой человек создаёт свои законы.
Специфика технических наук заключается в том, что они исследуют законы этой искусственной природы и их взаимосвязь с естественными законами. Кроме того, техническое познание может не иметь своего объекта исследования в реальности, так как его ещё следует сконструировать.

## Примеры технических наук
- Архитектура (англ. Civil and Environmental Engineering)
- Биотехнология (англ. Biological Engineering)
- Информатика (англ. Computer Science)
- Кораблестроение (англ. Ocean Engineering)
- Космонавтика (англ. Astronautics)
- Материаловедение (англ. Materials Science and Engineering)
- Механика (англ. Mechanical Engineering)
- Машиностроение (англ. Machine Engineering)
- Системотехника (англ. Engineering Systems)
- Химическая технология (англ. Chemical Engineering)
- Электротехника (англ. Electrical Engineering)
- Ядерная энергетика (англ. Nuclear Science and Engineering)

## Классификация
В России, в соответствии с номенклатурой специальностей научных работников, принятой высшей аттестационной комиссией, кодом технических специальностей является 05.00.00:
- 05.01.00 — инженерная и компьютерная графика.
- 05.01.00 — инженерная геометрия и компьютерная графика.
- 05.02.00 — машиностроение и машиноведение, мехатроника, роботы, сварка[3].
- 05.03.00 — обработка материалов[4].
- 05.04.00 — энергетическое машиностроение, атомные реакторы, турбомашины[5].
- 05.05.00 — транспортное горное и строительное машиностроение[6].
- 05.07.00 — авиационная техника, летательные аппараты.
- 05.08.00 — кораблестроение.
- 05.09.00 — электротехника, светотехника.
- 05.11.00 — приборостроение.
- 05.12.00 — радиотехника, радиолокация, радионавигация.
- 05.13.00 — информатика, системный анализ.
- 05.14.00 — энергетика, электростанции.
- 05.15.00 — разработка и эксплуатация полезных ископаемых.
- 05.16.00 — металлургия и материаловедение, нанотехнологии[7].
- 05.17.00 — химические технологии, полимеры и композиты.
- 05.18.00 — пищевая промышленность, консервирование.
- 05.19.00 — лёгкая промышленность.
- 05.20.00 — агроинженерные системы.
- 05.21.00 — деревообработка.
- 05.22.00 — транспорт, железные дороги, навигация, судовождение[8].
- 05.23.00 — строительство.
- 05.24.00 — геодезия[9].
- 05.25.00 — документалистика.
- 05.26.00 — безопасность труда.
- 05.27.00 — электроника.

В классификаторе РФФИ 2013 года категории технических наук, по которым РФФИ предоставляет гранты на научные исследования, находятся в разделе 08 — «Фундаментальные основы инженерных наук»:
- 08-100 машиноведение и инженерная механика.
- 08-200 процессы тепломассообмена, свойства веществ и материалов.
- 08-300 электрофизика, электротехника и электроэнергетика.
- 08-400 энергетика.
- 08-500 атомная энергетика.
- 08-600 технические системы и процессы управления.

## Методы
Основными методами технических наук являются: аналитические исследования, натурный эксперимент, математическое и компьютерное моделирование (а при его невозможности — физическое моделирование) предполагаемых или реализованных конструкций или технологий.